# Ван ден Берг, Рав
Рав ван ден Берг (нидерл. Rav van den Berg; родился 7 июля 2004, Зволле) — нидерландский футболист, центральный защитник немецкого клуба «Кёльн».

## Клубная карьера
Рав — воспитанник академии ПЕК Зволле. Перед сезоном 2019/20 в возрасте 15 лет впервые попал на сбор с основной командой. В мае 2020 года подписал с клубом двухлетний контракт. 1 мая 2021 года дебютировал в Эредивизи в поединке против «Витесса», выйдя в стартовом составе и проведя на поле весь матч. На момент дебюта ему было 16 лет и 298 дней.
6 июля 2023 года ван ден Берг перешёл в клуб английского Чемпионшипа «Мидлсбро», подписав 4-летний контракт; сумма трансфера осталась нераскрытой. Дебютировал 8 августа в гостевом матче Кубка Английской лиги против «Хаддерсфилд Таун» (2:3). 28 ноября 2023 года забил первый гол за «Мидлсбро» в домашнем поединке против «Престон Норт Энд» (4:0).
Также Рав выступал за юношеские и молодёжные сборные Нидерландов всех возрастов.

## Семья
Старший брат футболиста — игрок «Брентфорда» Сепп ван ден Берг (2001 г. р.).